# Варзібаш
Варзіба́ш (рос. Варзибаш) — присілок у складі Алнаського району Удмуртії, Росія.

## Населення
Населення — 234 особи (2010; 286 в 2002).
Національний склад станом на 2002 рік:
- удмурти — 97 %

## Урбаноніми[3]
- вулиці — Джерельна, Зарічна, Лісова, Нова, Першотравнева, Садова, Центральна, Шкільна